# Emily Swallow
Emily Swallow (Jacksonville, 1979. december 18. –) amerikai színésznő.
Legismertebb szerepei Kim Fischer A mentalista című sorozatból, illetve Amara/A Sötétség szerepe az Odaát tizenegyedik évadából. Ismert még a páncélkészítő szerepéből a Csillagok háborúja univerzumában játszódó élőszereplős A Mandalóri sorozatból.

## Élete és pályafutása
A floridai Jacksonville-ben nőtt fel. A Stanton College Preparatory School-ban különböző főiskolai, amatőr és professzionális színházi produkciókban kezdett el színészkedni. 2001-ben diplomázott a Közel-Keleti Tanulmányok BA szintjén a Virginiai Egyetemen, majd a New York-i Egyetem Tisch Művészeti Iskolájában tanult MFA-t.
A Broadway színházban kezdte pályafutását, ahol különféle produkciókban lépett fel. 2013-ban együttműködött Mark Rylance-nal és Louis Jenkins költővel a Nice Fish világpremierjén a Guthrie Színházban. 2016-ban szerepelt a Center Theatre Group Ayad Akhtar disgraced című produkciójában.
Első televíziós szerepe a Guiding Light című sorozatban volt, később pedig a Terepen, Ringer-A vér kötelez, A férjem védelmében, NCIS, Slágermájerek és a A médium című sorozatokban is szerepet kapott. Főszerepet játszott a A mentalista című sorozatban, mint Kim Fischer, az FBI ügynöke. 2015-ben az Odaát tizenegyedik évadában szerepelt új karakterként, Amara néven, a "Sötétség"-ként.
Swallow, Donald Margulies A vidéki ház Los Angeles-ben című darabjának világpremierjében a Geffen Playhouse-ban kezdte pályafutását.
2010-ben elnyerte a legjobb női előadónak járó Falstaff-díjat Kate szerepléséért A makrancos hölgy-ben.
2012-ben Swallow és énekesnő/humorista társa, Jac Huberman létrehozott egy színpadi műsort Jac N Swallow néven, amelyet New Yorkban adtak elő a Laurie Beeckman Színházban és a Joe's Pub-ban. A bemutató középpontjában a páros komikus tévedései állnak, mivel nagyon különböző életproblémákon mozognak. Karaktereken alapuló sorozatokat fejlesztenek.

## Magánélete
2018. augusztus 26-án vette el feleségül Chad Kimball.

## Filmográfia

### Film
| Év   | Magyar cím  | Eredeti cím                  | Szerep        | Megjegyzések    |
| ---- | ----------- | ---------------------------- | ------------- | --------------- |
| 2008 | Eltávozáson | The Lucky Ones               | Brandi        |                 |
| 2010 |             | The Odds                     | Becca Facelli | Televíziós film |
| 2018 |             | Forget Me Not                | Mother        | Rövidfilm       |
| 2020 |             | Haunting of the Mary Celeste | Rachel        |                 |

### Televízió
| Év                   | Magyar cím                           | Eredeti cím                   | Szerep                    | Megjegyzések |
| -------------------- | ------------------------------------ | ----------------------------- | ------------------------- | ------------ |
| 2006                 | Vezérlő fény                         | Guilding Light                | Regina                    | 1 epizód     |
| 2007                 | Jericho                              | Jericho                       | Nővér                     | 1 epizód     |
| 2007                 |                                      | Flight of the Conchords       | Becky                     | 1 epizód     |
| 2007                 | Az utazó                             | Journeyman                    | Security Chief            | 1 epizód     |
| 2009                 | A médium                             | Medium                        | Erica Duvall              | 1 epizód     |
| 2009                 | NCIS                                 | NCIS                          | Darlene Kelp              | 1 epizód     |
| 2009–2010            | Terepen                              | Southland                     | Dina Clarke               | 5 epizód     |
| 2011                 | A férjem védelmében                  | The Good Wife                 | Mandy Cox                 | 1 epizód     |
| 2011                 | A vér kötelez                        | Ringer                        | Elizabeth Saldana nyomozó | 3 epizód     |
| 2013                 |                                      | Ironside                      | Tabitha Gates             | 1 epizód     |
| 2013                 |                                      | Monday Mornings               | Dr. Michelle Robidaux     | 9 epizód     |
| 2013                 | Született detektívek                 | Rizzoli & Isles               | Elizabeth Keating         | 1 epizód     |
| 2013–2014            | A mentalista                         | The Mentalist                 | Kim Fischer               | 14 epizód    |
| 2015                 | Elvált nők kézikönyve                | Girlfriends' Guide to Divorce | Carla                     | 2 epizód     |
| 2015                 | A szépség és a szörnyeteg            | Beauty & the Beast            | Mrs. Zalman               | 1 epizód     |
| 2015–2016, 2019–2020 | Odaát                                | Supernatural                  | Amara / A Sötétség        | 14 epizód    |
| 2016                 | Hogyan ússzunk meg egy gyilkosságot? | How to Get Away with Murder   | Lisa Cameron              | 3 epizód     |
| 2016                 |                                      | Adoptable!                    | Lisa Crane / Lisa Fishman | 6 epizód     |
| 2017                 | Jóapátok                             | Man with a Plan               | Dr. Knox                  | 1 epizód     |
| 2017                 | Castlevania – Démonkastély           | Castlevania                   | Lisa Tepes (hang)         | 3 epizód     |
| 2018                 | Időutazók                            | Timeless                      | Bathsheba Pope            | 1 epizód     |
| 2018                 |                                      | Dealbreakers                  | Maggie                    | 1 epizód     |
| 2019                 |                                      | Bull                          | AUSA Audrey Valdez        | 1 epizód     |
| 2019                 | Sherlock és Watson                   | Elementary                    | Bree Novacek              | 1 epizód     |
| 2019                 |                                      | Instinct                      | Allyson Randolph          | 1 epizód     |
| 2019–2020            | SEAL Team                            | SEAL Team                     | Natalie Pierce            | 19 epizód    |
| 2019–                | A Mandalóri                          | The Mandalorian               | Fegyverkovács             | 5 epizód     |
| 2022                 | Boba Fett könyve                     | The Book of Boba Fett         | Fegyverkovács             | 1 epizód     |

### Videójátékok
| Év   | Magyar cím | Eredeti cím            | Szerep            | Megjegyzések |
| ---- | ---------- | ---------------------- | ----------------- | ------------ |
| 2015 |            | The Order: 1886        | Kiegészítő hangok |              |
| 2020 |            | The Last of Us Part II | Emily             |              |

## Fordítás
- Ez a szócikk részben vagy egészben  az   Emily Swallow című angol Wikipédia-szócikk fordításán alapul.  Az eredeti cikk szerkesztőit annak laptörténete sorolja fel. Ez a jelzés csupán a megfogalmazás eredetét és a szerzői jogokat jelzi, nem szolgál a cikkben szereplő információk forrásmegjelöléseként.